# Phyllonorycter klemannella
Phyllonorycter klemannella — міль родини строкатки. Поширений у всій Європі, крім Греції. Вид був описаний Йоганном Християном Фабрицієм у 1781 році.
Розмах крил 7,5-9,5 мм. Передні крила блискучі вохристо-оранжеві, іноді з домішками темного ворсу; одна фасція на 1/4, інша на 1/2, дві задні реберні та дві дорсальні клиноподібні плями сріблясто-білуваті, спереду невелика округла чорна верхівкова пляма. Задні крила темно-сірі.
Личинки живляться вільхою чорною і вільхою сірою. Вони живуть в листі рослини-господаря. Личинки створюють на нижній поверхні «намет» між двома бічними жилками, часто досить далеко від середньої жилки. В одному листку може бути кілька личинок. Залялькування відбувається в білому коконі всередині домівки. Кокон прикріплений до верхньої поверхні, де немає шлаку, який зосереджений у кутку, протилежному до кокона. Особина виростає до серпня, але інколи можуть з'являтися по два покоління на рік з першим у травні.